# Verbascum trapifolium
Verbascum trapifolium är en flenörtsväxtart som först beskrevs av Otto Stapf, och fick sitt nu gällande namn av Hub.-mor.. Verbascum trapifolium ingår i släktet kungsljus, och familjen flenörtsväxter. Utöver nominatformen finns också underarten V. t. flabellifolium.